# Obra Missionera de Jesús i Maria
L'Obra Missionera de Jesús i Maria (en castellà: Obra Misionera de Jesús y María) és un institut religiós femení de dret pontifici: les germanes d'aquesta congregació religiosa posposen al seu nom les sigles O.M.J.M.

## Història
La congregació fou fundada per María del Pilar Izquierdo Albero (1906-1945), dona de Saragossa que, des dels dotze anys era paraplègica i cega. Molt devota, era visitada per gent que li demanava consell. El 1936, Pilar comença a pensar en una comunitat religiosa, l'Obra de Jesús, en la qual els seus membres imitessin la vida activa de Crist a la terra, lliurant-se a les obres de misericòrdia. Demanà autorització al bisbe de Saragossa, Leopoldo Ejido y Garay, per a la creació del nou institut religiós i li concedí el nihil obstat el 16 de novembre de 1939.
El 8 de desembre de 1939, la fundadora guarí sobtadament de la paràlisi, i ella ho atribuí a un miracle de la Mare de Déu. Poc després, també recuperà la visió i desaparegueren els mals que tenia. El fet que va causar una gran commoció i les autoritats religioses, temeroses, li retiraren el permís ja concedit.
Amb altres joves marxà a Madrid on ja havia estat aprovat el projecte de fundació, amb el nom de Missioneres de Jesús i Maria. Se li prohibí, però, exercir l'apostolat i predicar, ajudant pobres i fomentant la pràctica religiosa en barris obrers i marginals. El 2 de febrer de 1942, el bisbe de Madrid va erigir l'Obra com a Pia Unió de Missioneres de Jesús, Maria i Josep.
Algunes persones desacreditaren la Pia Unió, malgrat el treball que ja havia fet amb nens, ancians i necessitats. Pilar, que també havia recaigut de la malaltia, va retirar-se de la seva fundació el novembre de 1944 amb nou de les seves companyes. Va tenir un accident i un tumor maligne i morí l'agost de 1945. Les companyes, unides sota la direcció del confessor de Pilar, Daniel Díez García (que serà considerat cofundador), volien continuar-ne la tasca missionera i marxaren a Logronyo en 1947. El maig de 1948 el bisbe Fidel García Martínez aprovà la pia unió amb el nom d'Obra Missionera de Jesús i Maria. El 27 de juliol de 1961, el bisbe de Calahorra i La Calzada aprovà l'Obra com a congregació religiosa, confirmada per la Santa Seu el 12 d'octubre de 1981,

## Activitats i difusió
Les germanes es dediquen a activitats d'ajut a necessitats, d'instrucció als joves, assistència a malalts i ancians, apostolat missioner i serveis parroquials (catequesi, etc.).
El 2006, eren 242 religoses en 23 cases a: Espanya, Itàlia, Colòmbia, Equador, Veneçuela i Moçambic. La seu general és a Logronyo (La Rioja).